# Günther Kummetz
Günther Kummetz (1905 előtt – 1990) világbajnoki ezüstérmes és Európa-bajnok német jégkorongozó.
Az 1930-as jégkorong-világbajnokságon játszott a német válogatottban. A döntőt Berlinben játszották a kanadai válogatott ellen és 6–1-es vereséget szenvedtek. A világbajnokság egyben Európa-bajnokság is volt, és ők lettek az aranyérmesek.
Klubcsapatai a Berliner Schlittschuh-Club és a SC Brandenburg Berlin voltak.